# Jablanica (Kolubara)
Die Jablanica (kyrill: Јабланица) ist ein Fluss in Westserbien. Die Jablanica ist mit der Obnica zusammen ein Quellfluss der Kolubara.

## Flusslauf
Die Jablanica entspringt an den Osthängen des Berges Jablanik. Der Fluss durchfließt unter anderem das Dorf Jovanja westlich von Valjevo. Nach 21,5 km, nur einen Kilometer vor der Stadt Valjevo, fließt die Jablanica mit der Obnica zusammen und bildet damit den Fluss Kolubara. Das Einzugsgebiet beträgt 148 km² und die mittlere Strömungsgeschwindigkeit ist 2 m³/s.
Durch das Tal der Jablanica führt eine moderne Asphaltstraße von Valjevo über den Berg Povlen zum Dorf Rogačica, danach zur Stadt Bajina Bašta, die an der Drina liegt, über den Berg Tara, zum Dorf Kremna in der Opština Užice zur bosnischen Stadt Višegrad.

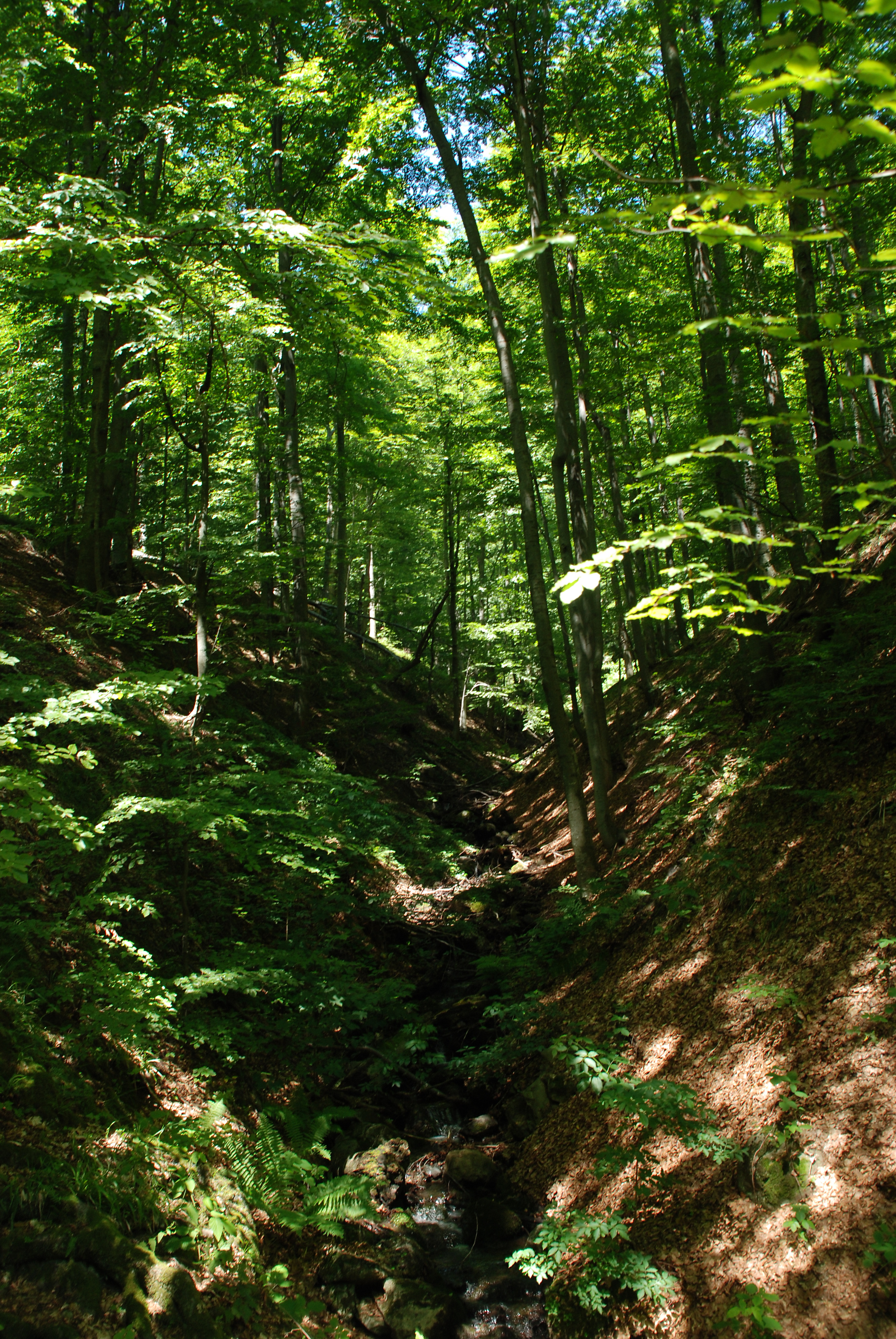
Jablanica Oberlauf (Detail)
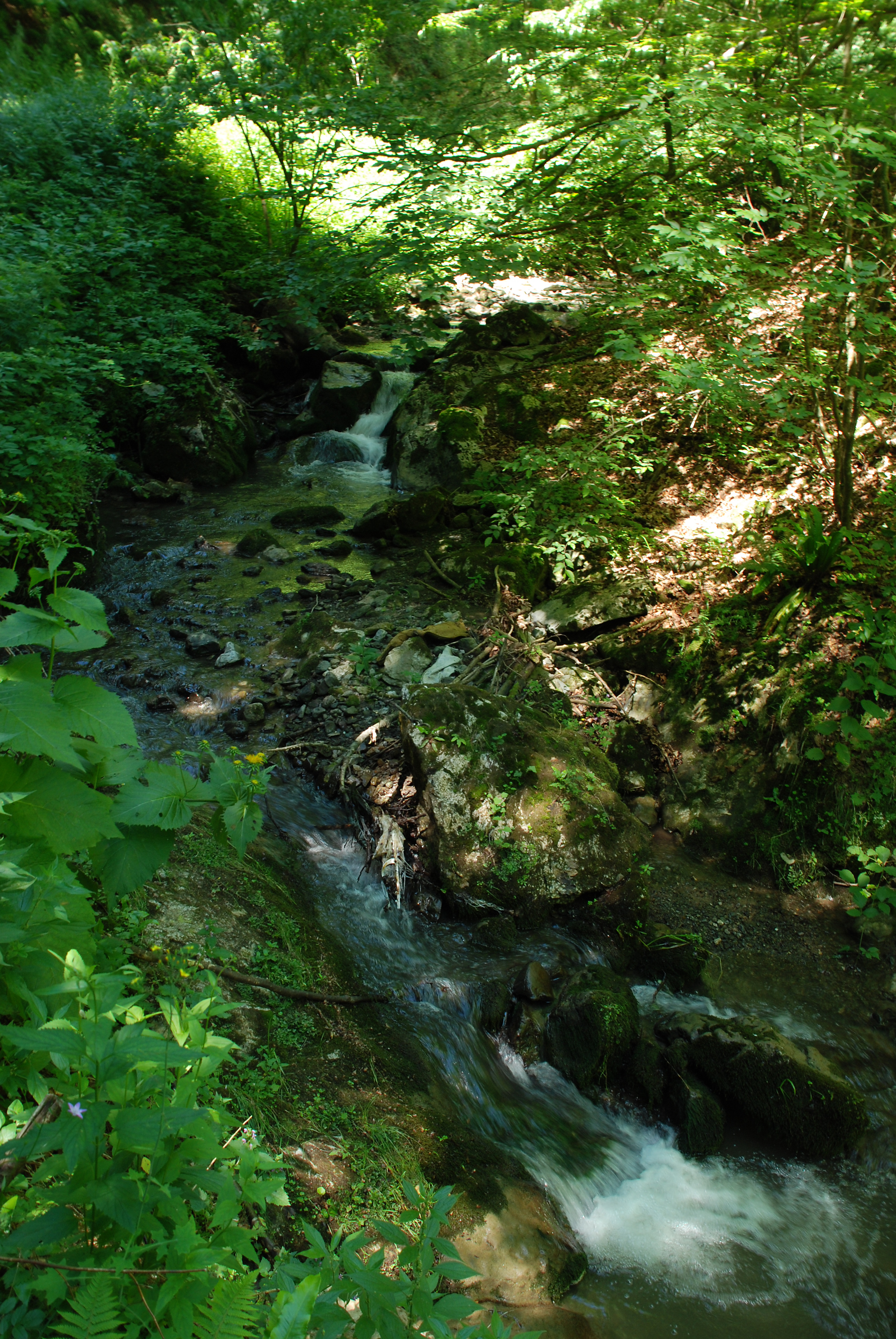
Jablanica Oberlauf (Detail)
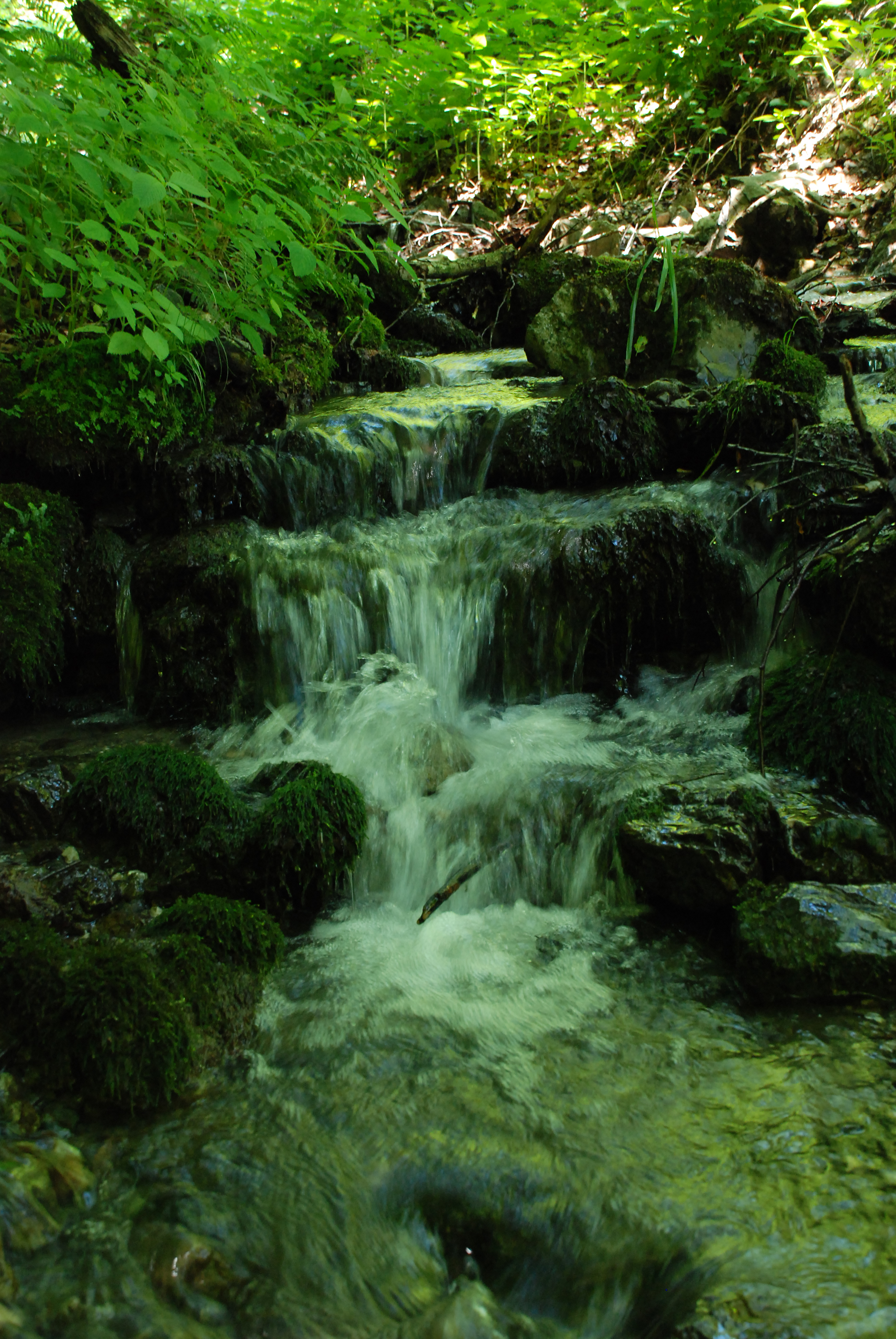
Jablanica Oberlauf (Detail)
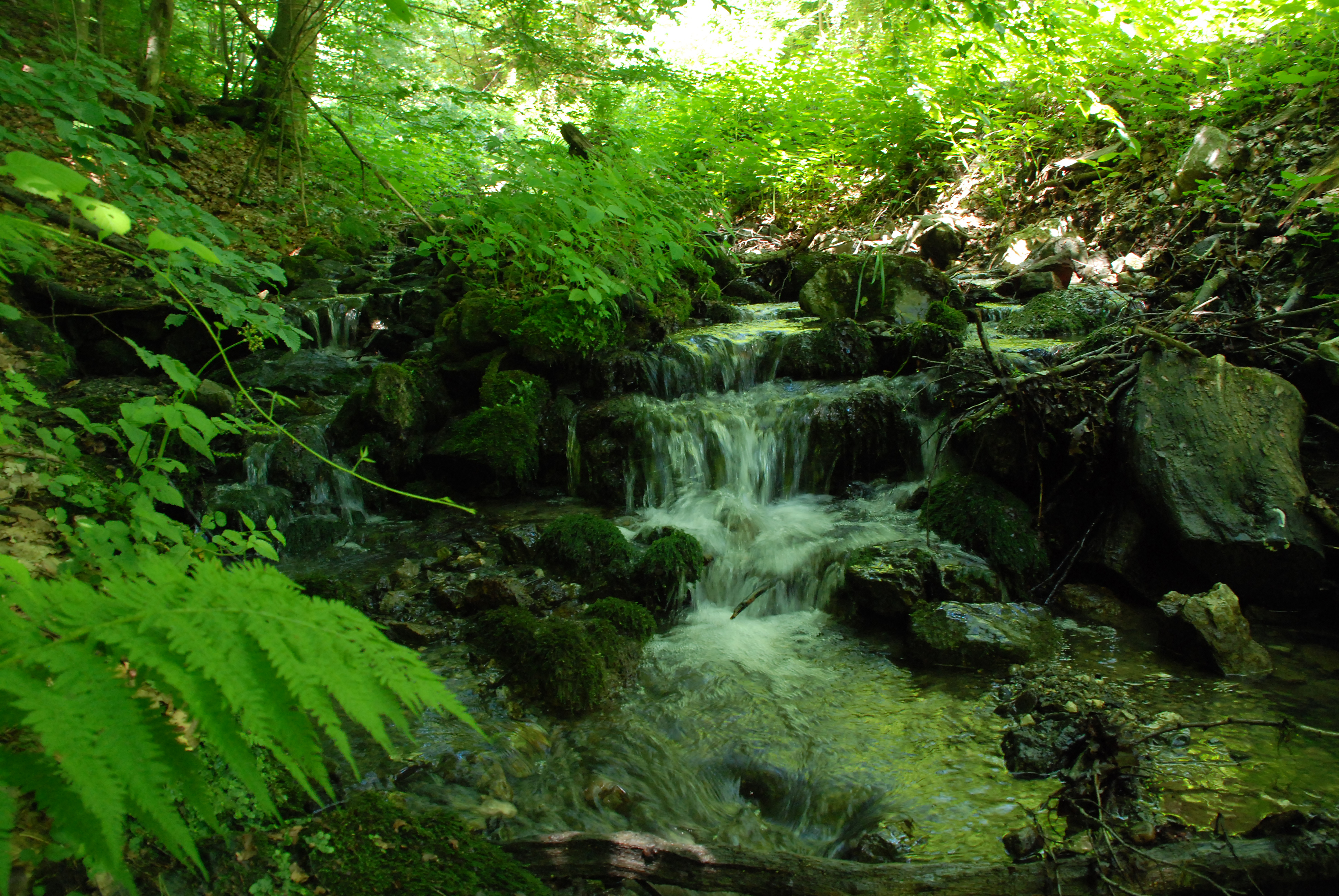
Jablanica Oberlauf (Detail)
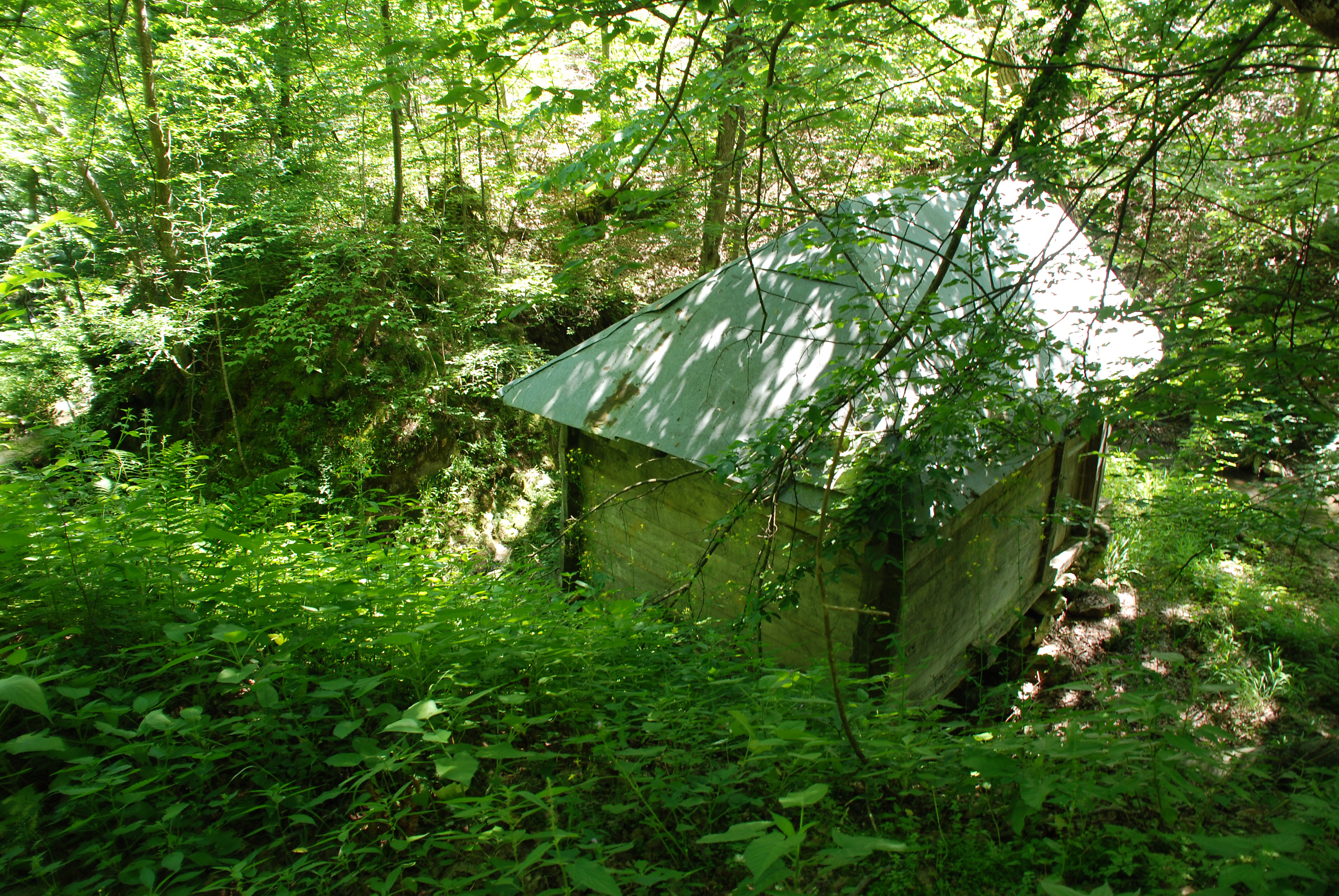
Jablanica Oberlauf (alte Mühle)